# Agromyza proxima
Agromyza proxima este o specie de muște din genul Agromyza, familia Agromyzidae, descrisă de Spencer în anul 1969. Conform Catalogue of Life specia Agromyza proxima nu are subspecii cunoscute.